# Squadra qatariota di Coppa Davis
La squadra qatariota di Coppa Davis rappresenta il Qatar nella Coppa Davis, ed è posta sotto l'egida della Qatar Tennis Federation.
La squadra ha esordito nel 1992 e ad oggi il suo miglior risultato è il raggiungimento del gruppo II della zona Asia/Oceania.

## Organico 2012
Aggiornato agli incontri del Gruppo IV della zona Asia/Oceania (16-21 aprile 2012). Fra parentesi il ranking del giocatore nel momento della disputa degli incontri.
- Jabor Mohammed Ali Mutawa (ATP #)
- Mousa Shanan Zayed (ATP #)
- Abdulrahman Al Harib (ATP #)
- Sultan Khalfan Al Alawi (ATP doppio #762)